# Bakening
De Bakening (Russisch: Бакенинг), soms ook Bakenin (Бакенин) genoemd, is een stratovulkaan, in het zuidelijk deel van het Russische schiereiland Kamtsjatka. De vulkaan ligt tussen de rivieren Srednjaja en Levaja Avatsja (de bronrivieren van de Avatsja), ten westen van de oostelijke ring van vulkanen op Kamtsjatka en op ongeveer 100 kilometer ten noorden van de stad Petropavlovsk-Kamtsjatski. De Bakening vormt samen met de bekkens van de Srednjaja en de Levaja Avatsja een aantal monogenetische vulkanische openingen en vormt de belangrijkste waterscheiding tussen de drie grote rivieren van Kamtsjatka; de Kamtsjatka, Avatsja en de Bystraja.
De Bakening ontstond grotendeels in het late Pleistoceen. Direct ten noorden van de Bakening bevindt zich de meest recente vulkaan genaamd Novo-Bakening ("Nieuw-Bakening"); een grote monogenetische silicische dacietische lavakoepel, die 9.000 tot 10.000 jaar geleden ontstond in het Holoceen.
Rond 8000 tot 8500 jaar geleden stortte de top van de Bakening in als gevolg van een grote aardverschuiving, die tot 11 kilometer afdaalde naar het oosten en zuiden en de rivieren daar afdamde, zodat twee meren ontstonden ten noordoosten en oosten van de vulkaan. Deze aardverschuiving werd gevolgd door de laatste grote uitbarsting van de vulkaan en een pyroclastische stroom.
Ten zuiden van de Bakening bevindt zich Kostakan; een verspreide groep van Holocene monogenetische sintelkegels en maren, die rond 1400 ontstonden. Voorbeelden hiervan zijn Veer, Pesjanaja en Zavaritski. Op ongeveer 25 tot 30 kilometer ten oosten van de Bakening bevinden zich een aantal grote Holocene monogenetisch kegels.